# Divlja salata
Divlja salata (lat. Lactuca virosa) otrovna je biljka iz roda Lactuca, porodice Asteraceae. Zovu je i otrovnom te smrdljivom salatom. Srodna je jestivoj kultiviranoj salati. Još prije stotinjak godina korištena je kao sredstvo za smirenje - tkz. laktukarij.

## Opis
Biljka visine do dva metra, jake stabljike, pri vrhu s razgranatim cvjetnim stabljikama. Listovi su prizemni ovalni, na rubu nazubljeni. Cvijet je žute boje, sjemenke trokutastog oblika. Korijen jak, vretenast. cijela biljka sadrži obilno mliječni sok. Od obične zelene salate razlikuje se po po bodljikavoj površini na glavnoj žili s donje strane listova.
Cvate od svibnja - rujna. Jakog je i neugodnog mirisa, sličnog maku, vrlo gorkog okusa.
Raste na sunčanim obroncima, kamenjarima i krčevinama, uz putove i rubove šuma.

## Vanjske poveznice
https://pfaf.org/user/Plant.aspx?LatinName=Lactuca+virosa